# Ludwik Rządkowski
Ludwik Rządkowski (ur. 16 sierpnia 1885 w Przechowie, zamordowany w 1939 w Poznaniu) – chemik, encyklopedysta, powstaniec wielkopolski.

## Życiorys
Ludwik Rządkowski urodził się w rodzinie budowniczego Ignacego i Marii z domu Bogucka. W chełmskim gimnazjum, do którego uczęszczał, należał do Towarzystwa Filomatów, za co w 1901 roku wyrokiem sądu niemieckiego w Toruniu ukarano go 3-tygodniowym więzieniem, a rok później wydalono z gimnazjum. Wówczas wyjechał do Włoch, gdzie w Ivrea w 1904 roku ukończył gimnazjum. Na uniwersytetach w Turynie, Rzymie i Kijowie studiował chemię, farmację i sztuki piękne. W 1909 ukończył studia powracając na Pomorze, a następnie we Wrocławiu w niemieckim 11 pułku piechoty odbył służbę wojskową. Na Uniwersytecie Berlińskim w 1910 w zakresie chemii uzyskał doktorat, pracując jako asystent. Uczestnik rewolucji listopadowej 1918 roku w Berlinie, a 10 grudnia tegoż roku przyjechał do Poznania, a następnie wyjechał do Wrześni obejmując tam dowodzenie kompanią Służby Straży i Bezpieczeństwa. W nocy z 24 na 25 grudnia brał czynny udział w akcji zdobycia broni we wrzesińskich koszarach pruskiego 46 pułku piechoty. 28 grudnia dowodził kompanią, która udała się do koszar i rozbroiła 150 niemieckich żołnierzy, co umożliwiło pertraktacje z niemieckim dowództwem. W rezultacie ok. godz. 10:00 niemiecki dowódca podpisał dokument kapitulacji, co oznaczało przejęcie miasta przez stronę polską. 31 grudnia z wrzesińskim oddziałem walczył pod Zdziechową, a 8 stycznia 1919 walczył o Szubin. Po powrocie został komendantem powiatu średzkiego i w Środzie Wielkopolskiej komendantem wojskowej komendy obwodowej. Walczył z oddziałami baonu średzkiego powstania na froncie północnym. W styczniu 1920 z pułkiem grudziądzkim Armii Wielkopolskiej zajął Grudziądz. W sierpniu 1920 organizował na Pomorze Gdańskie komitety obrony narodowej. Pracownik prywatnego laboratorium chemicznego w Poznaniu od 1922, a następnie w wydawnictwie F. Krajny był od 1926 redaktorem naukowym. W 1929 pracował w dwutygodniku „Rynek Papierniczy” na stanowisku naczelnego redaktora. Zamieszkał w 1932 w Starym Puszczykowie, a później w Mosinie prowadząc tam prywatne laboratorium chemiczne produkujące dla zwierząt środki lecznicze oraz olejki do pieczywa. W Poznaniu w Zarządzie Głównym Związku Powstańców Wielkopolskich był jego członkiem. Kilkakrotny zakładnik wojsk niemieckich w 1939, a 20 września 1939 aresztowano go i wywieziono do Poznania. Przesłuchiwany był w gestapo, a następnie osadzony w Forcie VII i tam zamordowany.

## Twórczość
Opublikował np. Wielkopolska pod władzą Rad Robotników i Żołnierzy oraz Naczelnej Rady Ludowej w r. 1918–1919 opublikowanych w Środzie w 1934. Dzięki swojej wiedzy o chemii i farmacji w 1932 roku opracował Encyklopedię drogistowską, publikując jej kilka zeszytów. W pisanej Encyklopedii farmaceutycznej, był w latach 1935–1939 jej współautorem i redaktorem naczelnym .

## Życie prywatne
Jego żoną była Jadwiga Grząślewicz, nie posiadali dzieci.